# Parroty Interactive
Parroty Interactive war ein US-amerikanischer Videospielentwickler mit Sitz in Larkspur, Kalifornien. Die 1996 gegründete Abteilung des Herausgebers Palladium Interactive spezialisierte sich auf Parodien bekannter Popkulturwerke und Softwareprodukte.

## Geschichte
Parroty Interactive wurde 1996 als Abteilung von Palladium Interactive gegründet. Der Name ist ein Wortspiel aus den englischen Begriffen parody (Parodie) und parrot (Papagei). Das Studio entwickelte in mehrere Videospiele, die bekannte Titel parodierten. Zielplattformen waren Microsoft Windows und Mac OS. Nach der Übernahme von Palladium Interactive durch The Learning Company im April 1999 wurde Parroty Interactive aufgelöst.

## Spiele
Das Studio veröffentlichte in kurzer Zeit mehrere Spiele, die populäre Titel oder Medienfranchises parodierten:
| Titel                  | Jahr             | Parodiertes Werk                                      | Anmerkungen                                   |
| ---------------------- | ---------------- | ----------------------------------------------------- | --------------------------------------------- |
| Pyst                   | 1996             | Myst                                                  | Erstveröffentlichung des Studios              |
| Star Warped            | 1997             | Star Wars                                             |                                               |
| The X-Fools            | 1997             | The X-Files (Akte X – Die unheimlichen Fälle des FBI) |                                               |
| Microshaft Winblows 98 | 1998             | Microsoft Windows 98                                  |                                               |
| Driven                 | unveröffentlicht | Riven                                                 | Fortsetzung von Pyst; Entwicklung eingestellt |